# 14963 Toshikazu
14963 Toshikazu eller 1996 TM15 är en asteroid i huvudbältet som upptäcktes den 11 oktober 1996 av den japanske amatörastronomen Tomimaru Okuni vid Nanyō-observatoriet. Den är uppkallad efter läraren Toshikazu Kanno.
Asteroiden har en diameter på ungefär 12 kilometer och den tillhör asteroidgruppen Themis.